# Out of Season
Out of Season – wspólny album studyjny wokalistki zespołu Portishead, Beth Gibbons i byłego gitarzysty Talk Talk, Paula Webba (występującym pod pseudonimem Rustin Man. Został wydany 28 października 2002 w Wielkiej Brytanii, a 7 października 2003 w USA.
Od strony muzycznej album odchodzi od trip hopowych brzmień Portished na rzecz dawnego brzmienia Talk Talk. Pierwszy utwór z płyty, „Mysteries”, pojawił się na ścieżce dźwiękowej do francuskiego filmu Smak życia 2.

## Lista utworów
Wszystkie utwory napisane przez Beth Gibbons i Paula Webba, wyjątki zaznaczone.
1. „Mysteries” – 4:39
2. „Tom the Model” – 3:41
3. „Show” (Gibbons) – 4:26
4. „Romance” – 5:09
5. „Sand River” (Webb) – 3:48
6. „Spider Monkey” – 4:10
7. „Resolve” – 2:51
8. „Drake” – 3:54
9. „Funny Time of Year” – 6:48
10. „Rustin' Man” – 4:20
11. „Candy Says” (Lou Reed) (utwór bonusowy na amerykańskim wydaniu[3]) – 5:20

## Odbiór

### Opinie krytyków
| Oceny łączne         | Oceny łączne |
| Publikacja           | Ocena        |
| -------------------- | ------------ |
| Album of the Year    | 80/100       |
| Metacritic           | 83/100       |
| Recenzje             |              |
| Publikacja           | Ocena        |
| AllMusic             | [ 7 ]        |
| Robert Christgau     | B-           |
| Drowned in Sound     | 8/10         |
| Entertainment Weekly | B+           |
| The Guardian         | [ 11 ]       |
| laut.de              | [ 12 ]       |
| Los Angeles Times    | [ 13 ]       |
| Pitchfork            | 5.7/10       |
| Rolling Stone        | [ 15 ]       |
| Slant Magazine       | [ 16 ]       |
| Spin                 | B+           |
| Tiny Mix Tapes       | [ 18 ]       |
| Uncut                | 9/10         |

Album zyskał powszechne w uznanie Metacritic na podstawie 21 recenzji krytycznych.
Poszczególni recenzenci zwrócili uwagę na głos i sposób interpretacji Beth Gibbons. Według Davida Peschka z dziennika The Guardian głos wokalistki jest „często niewiarygodnie oszczędny, czasem soczysty”. Piosenkę Tom the Model porównał do Do What You Gotta Do w interpretacji Niny Simone. Nastrój albumu jest jego zdaniem „rozpaczliwie intymny, przytłaczająco jesienny. Out of Season to cudownie niespokojne słuchanie”. Podobnie uważa Laura Barton z magazynu Uncut, która porównała Gibbons do Niny Simone, Billie Holiday i Nicka Drake’a.
„Gibbons jest w doskonałej formie wokalnej” twierdzi redakcja Billboardu: „Jej drżący, pełen emocji śpiew uwiarygodnia takie bolesne, pełne smyczków oryginały, jak Tom the Model i Romance w stylu Billie Holiday. Album to „wspaniała wycieczka, która szczególnie dobrze sprawdzi się we wczesnych, rannych godzinach”
Kolejnym recenzentem, który zwrócił uwagę na piosenkę Tom The Model, jest Sal Cinquemani ze Slant Magazine. Podkład instrumentalny tej piosenki przywołuje na myśl „filmowe orkiestracje Barrowa i Utleya ze smyczkami, instrumentami dętymi i organami, choć delikatne aranżacje Webba są mniej wyraziste, pozwalając Gibbonso wydobyć na powierzchnię każdy szorstki tik wokalny, każdy skowyt i każdy bolesny tekst. Out of Season to wciąż jeden z najlepszych albumów ubiegłego roku, tego roku lub jakiegokolwiek innego roku...” – uważa autor.
Zdaniem Davida Merryweathera z Drowned in Sound głos Gibbons jest na płycie „wszystkim”, a ona sama „mogłaby zaśpiewać słowa z artykułu w The Wire i nadal brzmiałoby to pięknie”. Paul Webb dopasował swoją instrumentację do śpiewanych przez nią piosenek, „mrocznych i czułych medytacji o stracie, samotności i uniesieniu, wkradających się w najgłębsze zakamarki, by drżeć w nocy i czekać na wschód słońca”. Album jest według niego „rozdzierający, a jednocześnie pokrzepiający serce, i nie ma nic lepszego w te mroźne dni niż pozwolić jego przejmującemu pięknu owinąć swoje czułe ramiona wokół duszy”.
W opinii Steve’a Hochmana z Los Angeles Times piosenki albumu, „pomysłowo czerpiące z folku, jazzu, sentymentalnych ballad i klasycznych popowych wzorców pozwalają Gibbons pokazać jeszcze większy [niż w Portishead] zakres umiejętności i emocji.
„Wspaniałość tej płyty jest niemal niesamowita, po raz kolejny ogarnęło mnie to bezsilne uczucie, że nigdy nie będę w stanie oddać muzyki słowami” – wyznaje Martina Schmid z magazynu laut.de dając albumowi maksymalną notę 5 gwiazdek.

### Listy tygodniowe
| Kraj            | Lista                      | Pozycja |
| --------------- | -------------------------- | ------- |
| Austria         | Ö3 Austria Top 40          | 54      |
| Dania           | Danish Charts              | 39      |
| Francja         | Les Charts                 | 19      |
| Holandia        | Dutch Album Top 100        | 77      |
| Niemcy          | Offizielle Deutsche Charts | 13      |
| Norwegia        | VG-lista                   | 6       |
| Szwajcaria      | Schweizer Hitparade        | 36      |
| Wielka Brytania | UK Albums Chart            | 28      |